# نایل دی‌مارکو
نایل دی‌مارکو (انگلیسی: Nyle DiMarco؛ زادهٔ ۸ مهٔ ۱۹۸۹) مانکن، بازیگر و فعال ناشنوایان اهل ایالات متحده آمریکا است. او در سال ۲۰۱۵ دومین مرد برنده مسابقه مدل برتر بعدی آمریکا و تنها برندهٔ ناشنوای آن است. یک سال پس از آن در سال ۲۰۱۶، در فصل ۲۲ مسابقه رقص با ستارگان همراه با پیتا مورگاتروید برنده شد.

## پیش‌زمینه

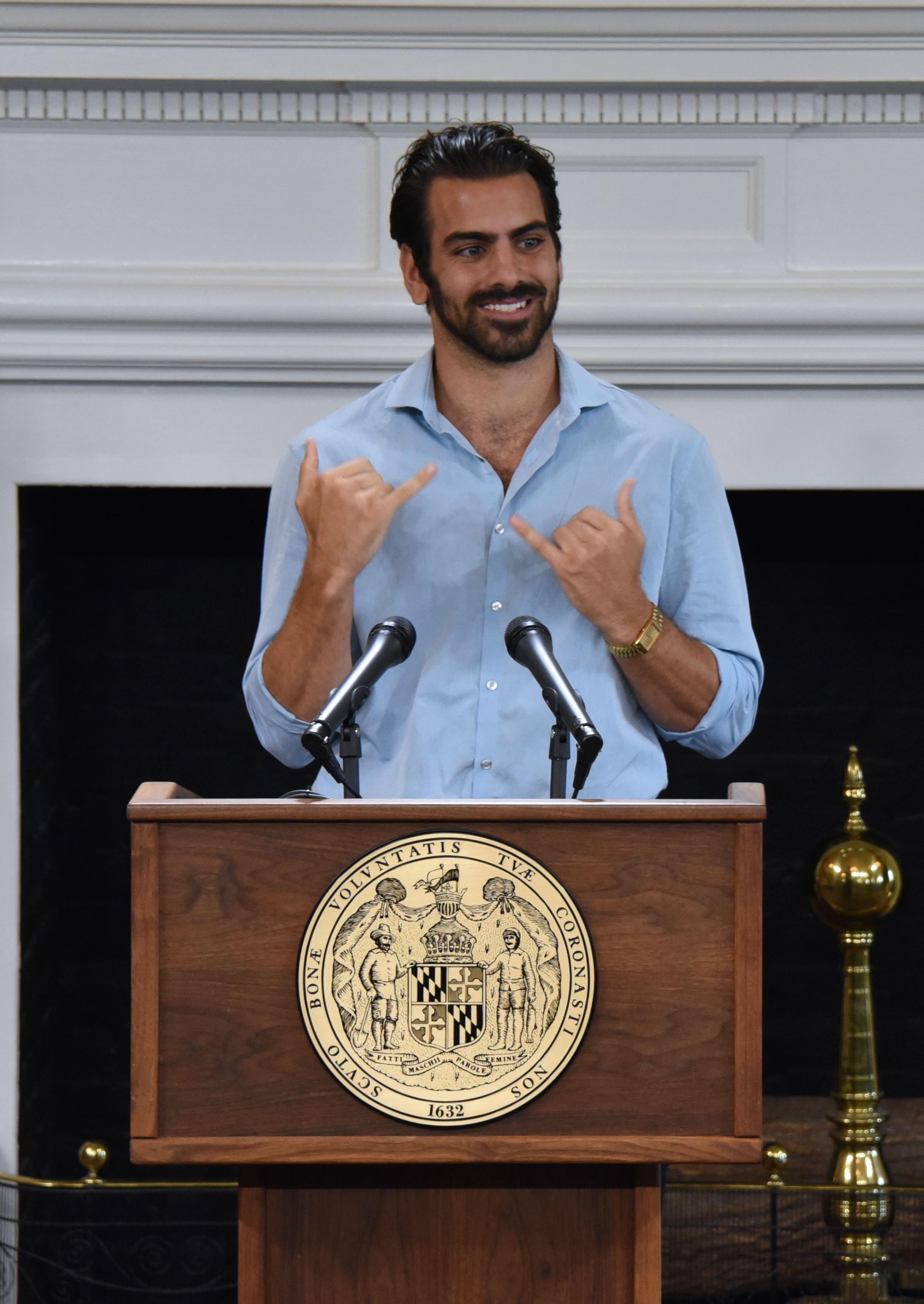
دی‌مارکو در حال سخنرانی

دی‌مارکو با نام نایل تامپسون متولد شد و در سال ۲۰۱۶ توضیح داد که در زمانی نامشخص «نام خانوادگی ما از تامپسون به دی‌مارکو (نام خانوادگی مادرمان) تغییر کرد». او در فردریک، مریلند بزرگ شد و به مدرسه ناشنوایان مریلند رفت. او با مدرک ریاضی، از دانشگاه گالودت فارغ‌التحصیل شد. زبان اشاره آمریکایی زبان اول اوست اما از انگلیسی برای نوشتن استفاده می‌کند. او همچنین با ارتباط غیرکلامی و لب‌خوانی نیز با دیگران ارتباط برقرار می‌کند. او برادری دوقلو به نام نیکو و برادری بزرگتر به نام نیل دارد.

## زندگی شخصی
در اکتبر ۲۰۱۵ زمانی که مجله اوت از او دربارهٔ گرایش جنسی اش سؤال پرسید او خود را شخصی با سیالیت جنسی معرفی کرد.